# Grayson Voladores
Los Grayson Voladores son personajes ficticios que aparecen en los cómics estadounidenses publicados por DC Comics. Eran un grupo de trapecistas en Haly's Circus, eran un acto familiar famoso por trabajar siempre sin una red.

## Historia ficticia del equipo
Los Grayson Voladores son un grupo de trapecistas formado por madre (Mary Grayson), padre (John Grayson) e hijo (Dick Grayson). Trabajaron en Haly's Circus y durante un espectáculo de trapecio, John y Mary Grayson fueron asesinados por el jefe del crimen Tony Zucco cuando saboteó su trapecio en represalia porque el Sr. Haly no le pagara dinero de protección. Después de ese accidente, el Sr. Haly pagó dinero de protección a Tony Zucco. Bruce Wayne estaba en el circo y lo vio todo. Bruce recordó lo que le había pasado de niño, por lo que decidió llevarse al pequeño Grayson. Algún tiempo después, Dick se convirtió en el primer Robin y decidió vengar la muerte de sus padres ayudando a Batman a llevar a Tony Zucco ante la justicia.
En la Edad de Bronce, unos años después de la muerte de John y Mary, Haly's Circus creó unos nuevos Voladores Graysons, pero uno de ellos era un criminal y fue arrestado por Robin (Dick Grayson).
Durante la historia de "Blackest Night", los anillos de Black Lantern trajeron a John y Mary Grayson de la muerte y atacaron a Dick, Tim Drake y Damian Wayne.

## Otras versiones
- En el All Star Batman & Robin, The Boy Wonder de Frank Miller, sobre Tierra-31, aparecen en el primer número.
- Una versión de línea de tiempo alternativa de los Grayson Voladores aparece en Flashpoint.
- La versión Tierra-37: Thrillkiller de John, Mary y Dick Grayson son Petra Graustark, Johan Graustark y Rickart Graustark.
- Los Grayson Voladores aparece en los cómics de Lil Gotham.
- Los Grayson Voladores aparecen en el cómic Batman & Robin Adventures (basado en Batman: la serie animada).
- Un póster de los Grayson Voladores aparece en Teen Titans Go! # 47.
- Los Grayson Voladores aparecen en el número 6 de los cómics de Young Justice. Aparecieron en un flashback cuando Robin resume su historia. Esta versión de los Voladores Graysons también consistía en Richard "Rick" Grayson (hermano de John), la esposa de Rick, Karla y su hijo John II. Mientras John, Mary, Karla y John II murieron en el accidente de trapecio causado por Tony Zucco, el tío de Dick sobrevivió y quedó paralítico.

## En otros medios

### Televisión
- Los Grayson Voladores aparece en el episodio de Batman: la serie animada, "Robin's Reckoning", con John Grayson con la voz de Thomas F. Wilson sin acreditar y Mary Grayson con la voz de Diane Pershing sin acreditar. Cuando el Sr. Haly se negó a pagar dinero de protección a Tony Zucco, el set de trapecio de los Voladores Grayson fue saboteado donde se rompieron las cuerdas durante una actuación. Bruce Wayne adoptó a Dick Grayson después de eso, ya que nadie más en Haly's Circus quería tomarlos por si Tony Zucco también los atacaba.
- La muerte de los Grayson aparecen brevemente en un flashback en el episodio de Teen Titans, "Haunted".
- Los Voladores Graysons aparecen en el episodio de The Batman, "A Matter of Family" con John Grayson con la voz de Kevin Conroy y Mary Grayson con la voz de Grey DeLisle. En este programa, John también se desempeña como gerente del Haly's Circus. La familia fue confrontada por Tony Zucco y sus hermanos que querían que pagaran dinero de protección, lo que también resultó en la aparición de Batman. Tony Zucco prometió venganza y secretamente sacó las nueces del trapecio. Antes de que Dick Grayson pueda unirse al acto de trapecio durante el evento de circo, Mary notó que algo andaba mal cuando el trapecio se desmorona. Las últimas palabras de Mary cuando ella y John cayeron fueron "Dick". Cuando Dick Grayson se convirtió en Robin, rescató a Batman de la trampa de Tony Zucco y ayudó a llevarlo ante la justicia.
- Un cartel de Grayson Voladores aparece en el episodio de Young Justice, "Performance".
- John y Mary aparecen en el episodio de Gotham, "The Blind Fortune Teller" con John interpretado por Rob Gorrie y Mary por Abbi Snee. Mientras John Grayson y los Flying Grayson son los acróbatas, Mary comenzó como Mary Lloyd, cuya familia trabajaba como payasos de circo. Durante un espectáculo de circo, los Graysons dirigidos por el hermano de John Alphonse Grayson (interpretado por Slate Holmgren) y los Lloyds liderados por el tío de Mary, Owen Lloyd (interpretado por Jeremy Bobb) se pelearon por la relación de John y Mary hasta que James Gordon la rompió. Owen incluso mencionó a Gordon que su enemistad con los Grayson Voladores comenzó cuando Alphonse acusó al bisabuelo de Owen, Barry, de robar un caballo. Después de que Lila Valeska fue encontrada asesinada, Alphonse y Owen fueron los sospechosos probables. Cuando Jerome Valeska fue detenido como el verdadero culpable, las dos familias se reconcilian cuando John se junta con Mary.
- Los antepasados de John Grayson aparecen en el episodio "Freakshow" de Legends of Tomorrow. Aparecen como miembros del circo ambulante de P. T. Barnum.
- Los Grayson Voladores aparece en Titanes en varios flashbacks. Mary es retratada por April Brown Chodkowski, John por Randolf Hobbs y el joven Dick Grayson por Tomaso Sanelli.

### Película
Los Voladores Graysons aparecen en Batman Forever con John Grayson interpretado por Larry A. Lee y Mary Grayson interpretada por Glory Fioramonti. Los Grayson Voladores no son un equipo formado por tres, sino que tienen un cuarto miembro llamado Mitch (interpretado por el doble de Chris O'Donnell, Mitch Gaylord), que es el hermano mayor de Dick. Durante una actuación, Dos-Caras se infiltra en el circo donde trabajan y crea una situación de rehenes, amenazando con detonar una bomba a menos que Batman se entregue. Los Grayson logran deshacerse de la bomba y la arrojan al río, pero Dos-Caras mata a John, Mary y Mitch al destruir el trapecio antes de escapar.

### Videojuegos
Los Grayson Voladores aparece en un póster en Batman: Arkham City y Batman: Arkham Origins.